# Glottális hang

11. glottális
12. epiglottális

A glottális olyan mássalhangzó, melynek képzésénél a hangszalagok közötti rés (latinul glottis) az artikuláció helye.
Képzése lehet ingresszív, azaz belégzéssel történő, vagy egresszív (expriciós), vagyis kilégzéssel képzett. Egresszív képzéskor nyelv felemelt állapotú, a hangszálak közötti rés pedig bizonyos mértékig zárt.

## Glottális stop
A hangszalagzár vagy glottális stop – IPA-jele: [ʔ] – egy feszített, glottális egresszív zárhang, mely a hangszalagok zárásának hirtelen oldásakor keletkezik a kiáramló levegő rezgésével. Bár ilyen hangot szinte minden nyelvben ejtenek (hiszen egy rövid szünetnek felel meg), bizonyos nyelvekben (pl. az arabban és a legtöbb afroázsiai nyelvben, számos indián nyelvben, az ausztronéz nyelvekben stb.) külön fonémának számít. A dán nyelvben jelentésmegkülönböztető szerepe van, minimálpárokat lehet vele képezni. A mand (férfi) főnév és a man határozatlan névmás között kiejtésben egyedül a szóvégi glottális zár a különbség: [ˈmanˀ] és [ˈman].

## Ahhang
Az egyik leggyakoribb glottális képzésű hang a [h] (zöngétlen glottális réshang), például a magyar ház,  hó szavakban. A [h] feszített, glottális, egresszív réshang, mely az erős levegőkiáramlás miatt a torokban, az orrban és a szájüregben egyidejűleg képződik. Ugyanennek laza zöngés párja a [ɦ], amely például a cseh nyelvben található meg.